# آشفته‌گی (فیلم)
آشفتگی فیلمی به کارگردانی و نویسندگی و تهیه‌کنندگی فریدون جیرانی محصول سال ۱۳۹۷ ایران می‌باشد. این فیلم برای نخستین بار در سی و هفتمین دوره جشنواره فیلم فجر به نمایش درآمد.

## داستان فیلم
داستان آشفتگی، روایت دو برادر دوقلو به نام‌های بردیا و باربد، هر دو با بازی بهرام رادان است. روند پیش‌برد داستان اینگونه القا می‌کند که بردیا و باربد از زمان کودکی در تمام زندگی خود، با هم در رقابت بوده‌اند.

## جشنواره‌ها

### سی و هفتمین دوره جشنواره فیلم فجر
| قسمت              | نامزد       | نتیجه    | جایزه        |
| ----------------- | ----------- | -------- | ------------ |
| بهترین فیلم‌برداری | مسعود سلامی | نامزدشده | سیمرغ بلورین |

## بازیگران
- بهرام رادان در نقش بردیا/باربد
- مهناز افشار در نقش دریا مشرقی
- مهران احمدی در نقش ارژنگ
- نسیم ادبی در نقش وکیل
- نازنین صلح‌جو در نقش ترانه
- علی میلانی در نقش رحیم
- احسان محمدی در نقش کیوان ارجمند کارگاه اداره آگاهی
- شهرآشوب روغنیان در نقش لیدا